# Claudine od Monaka
Claudine (Monako, oko 1451. – ?, 19. studenog 1515.), monegaška gospodarica od 1457. do 1458. te gospodarica-supruga preko braka s rođakom Lambertom Grimaldijem od Antibesa. Bila je posljednja pripadnica glavne loze dinastije Grimaldi. Prijestolje je naslijedila zahvaljujući zakonu njenog djeda, gospodara Ivana I. (1419. – 1454.), kojim je bilo dopušteno nasljeđivanje prijestolja ženskim članovima dinastije uz obavezu prenošenja obiteljskog prezimena na potomke.

## Životopis
Rodila se kao jedino dijete u obitelji gospodara Catalana od Monaka i Blanche del Carretto te je stoga bila nasljednica monegaškog prijestolja. Budući da je bila maloljetna u vrijeme očeve smrti 1457. godine, regentstvo i upravu nad Monakom preuzela njena baka i Catalanova majka, Pomellina Fregoso. Catalanovom oporukokm je određeno da se njegova kći Claudine uda za svog rođaka u sedmom koljenu, Lamberta Grimaldija od Antibesa te je dodano da njeno preuzimanje prijestolja ne znači promjenu  dinastije i da se dinastija i njeno ime nastavlja preko braka Claudine i Lamberta Grimaldija.
Regentkinja Pomellina, udovica gospodara Ivana I. od Monaka, se protivila tome da Lambert preuzme vlast te ga je pokušala utamničiti, ali je Lambert izbjegao zarobljavanje. Poslije toga je sklopila suradnju s Katalonijom i Aragonijom, čije su snage izvršile vojni prepad na Monako. Međutim, Lambertove snage su odbile napad te je regentkinja bila zarobljena i utamničena.
Godine 1458. Claudine je abdicirala u korist svog zaručnika Lamberta Grimaldija, a 1465. godine u dobi od četrnaest godina se udala za njega i postala gospodarica-supruga. Unatoč velikoj razlici u godinama, brak je bio sretan te je Claudine rodila šestero djece:
- Ivan II. – gospodar Monaka (1494. – 1505.)
- Louis – razbaštinjen zbog pomraćena uma
- Bianca
- Augustin – biskup Grassea (1505. – 1532.) i regent Monaka (1523. – 1532.)
- Françoise – udana u obitelj Doria
- Lucien – gospodar Monaka (1505. – 1523.)

Umrla je 1515. godine za vrijeme vladavine njena sina Luciena.

## Vanjske poveznice
- Gospodar Lambert i Claudine Grimaldi: Pero je moćnije od mača – hellomonaco.com (engl.)
- Gospodarica Claudine od Monaka – madmonaco.blogspot.com (engl.)
- Claudine od Monaka – infinite-women.com (engl.)

| Prethodnik:             | Gospodarica Monaka (1457. – 1458.) | Nasljednik:             |
| Catalan (1454. – 1457.) | Gospodarica Monaka (1457. – 1458.) | Lambert (1458. – 1494.) |